# Rivers Hoopers
I Rivers Hoopers sono una squadra professionistica di pallacanestro con sede a Port Harcourt, nello Stato di Rivers. La squadra milita nella Nigerian Premier League (NPL) e nella stagione 2025 partecipa anche alla Basketball Africa League (BAL).

## Storia
Il club è stato fondato nel 2005 con il nome di Royal Hoopers, con l’ex giocatore della nazionale nigeriana, Ogoh Odaudu, alla guida come capo allenatore. Nei primi quattro anni di attività, il club ha organizzato tornei annuali denominati "classics" senza prendere parte al campionato nazionale. I Hoopers hanno fatto il loro ingresso nella Nigerian Premier League (NPL) nel 2009 .
Gli Hoopers hanno vinto il loro primo campionato NPL nel 2011. Hanno poi bissato il successo nel 2012, grazie anche al giocatore Azuoma Dike, che è stato nominato MVP del campionato.
Dopo un anno trascorso in Division One, seguito da una nuova promozione in NPL, la gestione della squadra è stata rilevata dal Governo dello Stato di Rivers nel marzo 2016, e successivamente il nome del team è stato cambiato in Rivers Hoopers.
Nel dicembre 2018, gli Hoopers hanno partecipato al FIBA Africa Zone 3 Championship, vincendo tutte e cinque le partite e laureandosi campioni della zona, qualificandosi così alla Africa Basketball League 2019; nel torneo la squadra venne inserita nel gruppo A, dove concluse al terzo posto in classifica con 1 vittoria e 2 sconfitte, non ottenendo la qualificazione per la fase successiva.
Il 17 novembre 2019, i Hoopers hanno conquistato il loro terzo titolo nazionale battendo i Raptors nella finale della Nigerian Premier League. Con questa vittoria, la squadra si è qualificata direttamente per la stagione inaugurale della Basketball Africa League (BAL) .
Per rafforzare la squadra in vista della stagione inaugurale della BAL, glii Hoopers hanno ingaggiato gli ex giocatori NBA, Ben Uzoh e Festus Ezeli. Tuttavia, Ezeli ha subito un infortunio prima dell’inizio della stagione e non ha potuto unirsi alla squadra. Gli Hoopers hanno concluso al terzo posto nel Gruppo A della BAL, vincendo solo contro i GNBC del Madagascar, venendo così eliminati nella prima fase della competizione. Uzoh è stato il miglior marcatore della squadra con una media di 14,7 punti.
Nella stagione 2021, i Hoopers hanno vinto per la quarta volta la Nigerian Premier League, superando i Gombe Bulls in finale. Anaiye Johnson è stato nominato MVP del campionato, mentre Victor Anthony Koko ha ricevuto il premio di MVP della finale. Tuttavia, gli Hoopers non hanno potuto partecipare alla BAL in quanto il campionato era stato organizzato dal Ministero della Gioventù e dello Sport nigeriano invece che dalla Federazione cestistica della Nigeria (NBBF), riconosciuta dalla FIBA Africa, rendendo il campionato non valido per la qualificazione alla massima competizione africana.

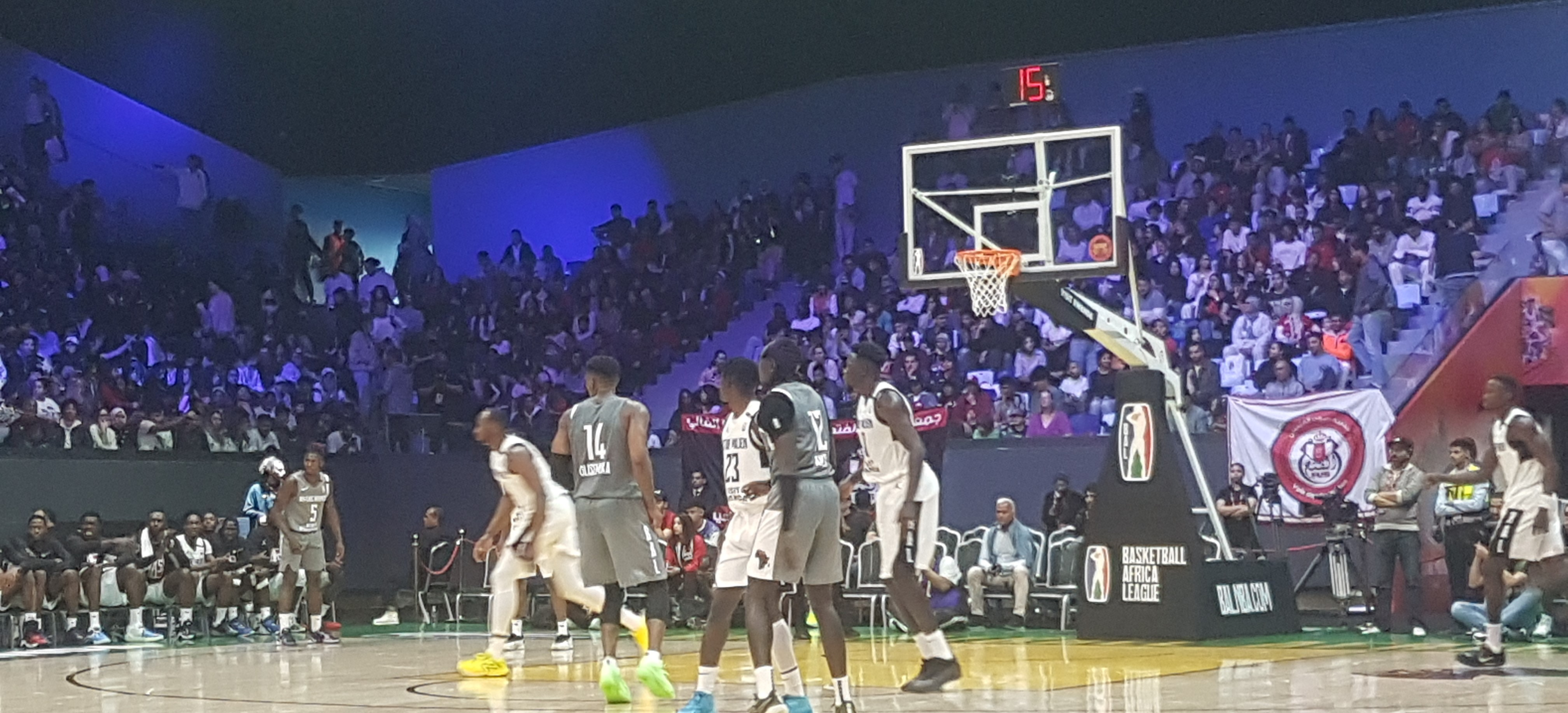
Rivers Hoopers in campo durante la BAL Kalahari Conference 2025.

Gli Hoopers hanno conquistato il loro quinto titolo nella Nigerian Premier League il 25 novembre 2023, al termine della Final Four ospitata a Port Harcourt, concludendo il torneo da imbattuti, con un record di 13-0, qualificandosi così per la stagione 2024 della BAL, segnando la seconda partecipazione della squadra al torneo. Nella BAL 2024, gli Hoopers hanno vinto il titolo della Sahara Conference, qualificandosi ai playoff come quarta testa di serie; nei quarti di finali la squadra si è imposta per 92-88 contro l'US Monastir, squadra della Tunisia tra le favorite del torneo, ottenendo una storica qualificazione per le Final Four. Gli Hooppers in semifinale affrontarono la squadra libica dell'Al-Ahly Benghazi, ma uscirono sconfitti dalla partita per 89-83, dopo che la partita era arrivata ai tempi supplementari; gli Hooppers chiuderanno infine il torneo al terzo posto assoluto dopo essersi aggiudicati la finale per il bronzo contro i Cape Town Tigers, con il risultato di 80-57. Tre giocatori degli Hoopers — Devine Eke, Kelvin Amayo e Will Perry — sono stati selezionati nei quintetti ideali della BAL al termine dell'edizione 2024
Nel novembre 2024, i Hoopers hanno conquistato il loro sesto titolo nazionale, vincendo la finale della Nigerian Premier League 2023-2024, contro i Hoops & Read per 71-54; conquistando così l'accesso anche per l'edizione 2025 della Basketball Africa League.

## Palmarès

### Titoli nazionali
Nigerian Premier League
- Campioni (6): 2011, 2012, 2019, 2021, 2023, 2024

Crown Elite Basketball Championship
- Campioni (1): 2022[16]

## Organico

### Roster 2024
Il roster per la stagione 2024
|    | Naz.                                   | Ruolo | Sportivo            | Anno | Alt. | Peso |  |
| -- | -------------------------------------- | ----- | ------------------- | ---- | ---- | ---- |  |
| 2  | Nigeria (bandiera)                     | AP    | Abel Offia          | 2005 | 198  | 96   |  |
| 4  | Nigeria (bandiera)                     | AP    | Michael Daramola    | 2002 | 193  | 90   |  |
| 5  | Nigeria (bandiera)                     | PG    | Anaiye Johnson      | 1997 | 182  | 83   |  |
| 6  | Nigeria (bandiera)                     | C     | David Ike           | 2007 | 210  | 102  |  |
| 7  | Nigeria (bandiera)                     | AG    | Onyebuchi Nwaiwu    | 1998 | 201  | 95   |  |
| 10 | Nigeria (bandiera)                     | G     | Mustapha Oyebanji   | 2001 | 188  | 84   |  |
| 12 | Stati Uniti (bandiera)                 | PG    | Will Perry          | 1993 | 183  | 82   |  |
| 13 | Nigeria (bandiera) · Canada (bandiera) | G     | Kelvin Amayo        | 1992 | 195  | 95   |  |
| 14 | Nigeria (bandiera)                     | C     | Peter Olisemeka     | 1991 | 204  | 106  |  |
| 15 | Nigeria (bandiera)                     | AG    | Victor Anthony Koko | 1992 | 206  | 90   |  |
| 23 | Nigeria (bandiera)                     | AP    | Devine Eke          | 1996 | 203  | 93   |  |
| 34 | Francia (bandiera)                     | AG    | John Wilkins        | 1989 | 208  | 100  |  |

### Staff tecnico
| Ruolo           | Nome                 |
| --------------- | -------------------- |
| Capo Allenatore | Ogoh Odaudu          |
| Assistente      | Abdulrahman Mohammed |